# RB VCARB 01
RB VCARB 01 — гоночный автомобиль с открытыми колёсами Формулы-1, разработанный и построенный RB для участия в чемпионате мира Формулы-1 2024 года. Презентация прошла в Лас-Вегасе. Пилотами RB VCARB 01 стали гонщики Даниэль Риккардо и Юки Цунода, резервным пилотом — Лиам Лоусон.
В создании RB VCARB 01 участвовали команды Racing Bulls (RB) и Red Bull Racing. Первые разработали воздуховоды, монокок, аэродинамический обвес и топливную систему, вторые — рулевое управление, коробку передач, переднюю и заднюю подвески. Тормозная система разработана совместно.

## Результаты выступлений в чемпионате
| Легенда к таблице |                                                                    |
| --- | ------------------------------------------------------------------ |
| В таблице перечислены результаты всех Гран-при Формулы-1, в которых использовался автомобиль. Строками таблицы являются сезоны, столбцами — этапы чемпионата мира. В каждой клетке указаны сокращённое название этапа и результат, дополнительно обозначенный цветом. Расшифровка обозначений и цветов представлена в нижеследующей таблице. |                                                                    |
| \| Пример \| Описание \| \| ------------ \| ------------------------------------------------------------------ \| \| 1 \| Победитель \| \| 2 \| Второе место \| \| 3 \| Третье место \| \| 5 \| Финишировал, заработав очки \| \| Сход \| Не финишировал, но при этом заработал очки \| \| 12 \| Финишировал, не получив очков \| \| НКЛ \| Финишировал, но не попал в финальную классификацию \| \| 15 \| Участвовал вне зачёта, либо по отдельной классификации \| \| 18 \| Не финишировал, но попал в финальную классификацию \| \| Сход \| Не финишировал \| \| НКВ \| Не прошёл квалификацию \| \| НПКВ \| Не прошёл предквалификацию \| \| ДСК \| Дисквалифицирован \| \| ИСК \| Исключён из протокола соревнований \| \| ТТ \| Заявлен для участия только в тренировках \| \| НС \| Участвовал в квалификации, но не стартовал в гонке \| \| Т \| Травмирован или болен \| \| ОТК \| Отказ от участия \| \| НТР \| Прибыл на соревнования, но на трассу не выезжал \| \| НПР \| Был заявлен в числе участников, но не прибыл к началу соревнований \| \| О \| Соревнования отменены \| \| \| Не участвовал \| \| Поул-позиция \| \| \| Быстрый круг \| \| |                                                                    |
| Пример | Описание                                                           |
| 1 | Победитель                                                         |
| 2 | Второе место                                                       |
| 3 | Третье место                                                       |
| 5 | Финишировал, заработав очки                                        |
| Сход | Не финишировал, но при этом заработал очки                         |
| 12 | Финишировал, не получив очков                                      |
| НКЛ | Финишировал, но не попал в финальную классификацию                 |
| 15 | Участвовал вне зачёта, либо по отдельной классификации             |
| 18 | Не финишировал, но попал в финальную классификацию                 |
| Сход | Не финишировал                                                     |
| НКВ | Не прошёл квалификацию                                             |
| НПКВ | Не прошёл предквалификацию                                         |
| ДСК | Дисквалифицирован                                                  |
| ИСК | Исключён из протокола соревнований                                 |
| ТТ | Заявлен для участия только в тренировках                           |
| НС | Участвовал в квалификации, но не стартовал в гонке                 |
| Т | Травмирован или болен                                              |
| ОТК | Отказ от участия                                                   |
| НТР | Прибыл на соревнования, но на трассу не выезжал                    |
| НПР | Был заявлен в числе участников, но не прибыл к началу соревнований |
| О | Соревнования отменены                                              |
| | Не участвовал                                                      |
| Поул-позиция |                                                                    |
| Быстрый круг |                                                                    |

| Год  | Команда                      | Двигатель               | Ш | Гонщики          | 1   | 2   | 3   | 4    | 5    | 6   | 7   | 8   | 9   | 10  | 11  | 12  | 13  | 14  | 15  | 16   | 17   | 18  | 19  | 20   | 21  | 22  | 23  | 24  | Место | Очки |
| ---- | ---------------------------- | ----------------------- | - | ---------------- | --- | --- | --- | ---- | ---- | --- | --- | --- | --- | --- | --- | --- | --- | --- | --- | ---- | ---- | --- | --- | ---- | --- | --- | --- | --- | ----- | ---- |
| 2024 | Visa Cash App RB Formula One | Honda-RBPTH002 1,6 V6 Т | P |                  | БАХ | САУ | АВС | ЯПО  | КИТ  | МАЙ | ЭМИ | МОН | КАН | ИСП | АВТ | ВЕЛ | ВЕН | БЕЛ | НИД | ИТА  | АЗЕ  | СИН | США | МЕХ  | САП | ЛАС | КАТ | АБУ | 8     | 46   |
| 2024 | Visa Cash App RB Formula One | Honda-RBPTH002 1,6 V6 Т | P | Даниэль Риккардо | 13  | 16  | 12  | Сход | Сход | 15  | 13  | 12  | 8   | 15  | 9   | 13  | 12  | 10  | 12  | 13   | 13   | 18  |     |      |     |     |     |     | 8     | 46   |
| 2024 | Visa Cash App RB Formula One | Honda-RBPTH002 1,6 V6 Т | P | Юки Цунода       | 14  | 15  | 7   | 10   | Сход | 7   | 10  | 8   | 14  | 19  | 14  | 10  | 9   | 16  | 17  | Сход | Сход | 12  | 14  | Сход | 7   | 9   | 13  | 12  | 8     | 46   |
| 2024 | Visa Cash App RB Formula One | Honda-RBPTH002 1,6 V6 Т | P | Лиам Лоусон      |     |     |     |      |      |     |     |     |     |     |     |     |     |     |     |      |      |     | 9   | 16   | 9   | 16  | 14  | 17  | 8     | 46   |

### Комментарии
1. ↑  Получил дополнительные пять очков за четвёртое место в спринте.
2. ↑  Получил дополнительное очко за восьмое место в спринте.